# Скаљијери (Ливорно)
Скаљијери је насеље у Италији у округу Ливорно, региону Тоскана.
Према процени из 2011. у насељу је живело 75 становника. Насеље се налази на надморској висини од 4 м.